# Hilversum Sportpark vasútállomás
Hilversum Sportpark vasútállomás Hollandiában, Hilversum községben,  településen.

## Vasútvonalak
Az állomást az alábbi vasútvonalak érintik:
- Hilversum–Lunetten-vasútvonal

## Kapcsolódó állomások
A vasútállomáshoz az alábbi állomások vannak a legközelebb:
- Hilversum vasútállomás
- Hollandsche Rading vasútállomás